# Cameron Meyer
Cameron ("Cam") Meyer (Viveash, 11 januari 1988) is een Australisch baan- en wegwielrenner. Zijn jongere broer Travis was ook beroepsrenner.

## Baanwielrennen

### Palmares
| Jaar     | NK                                                          | CK                                                        | WK                                              | Overig |
| Junioren | Junioren                                                    | Junioren                                                  | Junioren                                        | Junioren |
| -------- | ----------------------------------------------------------- | --------------------------------------------------------- | ----------------------------------------------- | --- |
| 2005     | ploegkoers · puntenkoers                                    |                                                           | ploegenachtervolging                            | |
| 2006     | (ploegen)achtervolging · ploegkoers · puntenkoers · scratch |                                                           | (ploegen)achtervolging · ploegkoers             | |
| Elite    |                                                             |                                                           |                                                 | |
| 2007     | ploegkoers · puntenkoers · (ploegen)achtervolging           | ploegenachtervolging · puntenkoers · ploegkoers · scratch |                                                 | WB LA: puntenkoers |
| 2008     | ploegkoers                                                  | puntenkoers                                               |                                                 | WB LA: puntenkoers |
| 2009     | ploegenachtervolging · achtervolging                        |                                                           | puntenkoers · ploegenachtervolging · ploegkoers | WB Melbourne: ploegenachtervolging, ploegkoers |
| 2010     | ploegkoers · ploegenachtervolging                           | ploegenachtervolging · ploegkoers                         | ploegenachtervolging · ploegkoers · puntenkoers | Commonwealth Games: · ploegenachtervolging · ploegkoers · scratch · WB Melbourne: ploegenachtervolging, · ploegkoers · WB Peking: ploegenachtervolging |
| 2011     | ploegkoers                                                  |                                                           | ploegkoers · puntenkoers                        | |
| 2012     | ploegkoers                                                  |                                                           | puntenkoers · ploegkoers                        | 6Daagse Berlijn |
| 2013     |                                                             |                                                           |                                                 | |
| 2014     |                                                             |                                                           |                                                 | |
| 2015     | ploegkoers                                                  |                                                           |                                                 | |
| 2016     |                                                             |                                                           |                                                 | WB Glasgow: puntenkoers |
| 2017     | ploegenachtervolging · ploegkoers · achtervolging           |                                                           | ploegenachtervolging · puntenkoers · ploegkoers | 6Daagse Londen WB Pruszków: ploegkoers |
| 2018     |                                                             |                                                           | puntenkoers · ploegkoers                        | |
| 2019     |                                                             |                                                           |                                                 | WB Hongkong: omnium WB Brisbane: ploegkoers |

## Wegwielrennen

### Overwinningen
2008
Eindklassement Ronde van Japan
2010
 Australisch kampioen tijdrijden, Elite
2011
 Australisch kampioen tijdrijden, Elite
4e etappe Tour Down Under
Eindklassement Tour Down Under
2012
1e etappe Tirreno-Adriatico (ploegentijdrit)
2013
 Australisch kampioenschap, cirterium
 Oceanisch kampioen op de weg, Elite
1e etappe Ronde van Zwitserland
4e etappe Ronde van Frankrijk (ploegentijdrit)
2014
1e etappe Ronde van Italië (ploegentijdrit)
2e etappe Ronde van Zwitserland
2015
1e etappe Herald Sun Tour
Eindklassement Herald Sun Tour
Puntenklassement Herald Sun Tour
2017
Dwars door de Vlaamse Ardennen
2018
 Gemenebestspelen, individuele tijdrit
2e etappe Ronde van Groot-Brittannië
2020
 Australisch kampioen op de weg, Elite
2021
 Australisch kampioen op de weg, Elite

### Resultaten in voornaamste wedstrijden
| Jaar | Ronde van Italië | Ronde van Frankrijk | Ronde van Spanje |
| ---- | ---------------- | ------------------- | ---------------- |
| 2009 | opgave           |                     |                  |
| 2010 | 137e             |                     |                  |
| 2011 | 136e             |                     |                  |
| 2012 |                  |                     | opgave           |
| 2013 |                  | 130e                |                  |
| 2014 | opgave           |                     | opgave           |
| 2015 |                  |                     | opgave           |
| 2016 |                  |                     |                  |
| 2017 |                  |                     |                  |
| 2018 |                  |                     |                  |
| 2019 |                  |                     |                  |
| 2020 | opgave           |                     |                  |
| 2021 | 111e             |                     |                  |
| 2022 |                  |                     |                  |

| Jaar | Milaan-San Remo | Luik-Bast.‑Luik | Ronde van Lombardije | Clásica San Sebastián | Waalse Pijl |  | WK op de weg |  | Wereldranglijsten |
| ---- | --------------- | --------------- | -------------------- | --------------------- | ----------- |  | ------------ |  | ----------------- |
| 2009 |                 |                 |                      |                       |             |  |              |  |                   |
| 2010 |                 | opgave          |                      |                       |             |  |              |  |                   |
| 2011 |                 | opgave          |                      |                       |             |  |              |  | 41e (UWT)         |
| 2012 |                 |                 | opgave               | 25e                   |             |  |              |  | 145e (UWT)        |
| 2013 |                 |                 | opgave               | 80e                   |             |  | opgave       |  | 147e (UWT)        |
| 2014 |                 | 89e             |                      |                       | 47e         |  |              |  | 162e (UWT)        |
| 2015 |                 |                 |                      | 59e                   |             |  |              |  |                   |
| 2016 |                 |                 |                      |                       |             |  |              |  |                   |
| 2017 |                 |                 |                      |                       |             |  |              |  |                   |
| 2018 |                 |                 |                      |                       |             |  |              |  | 263e (UWT)        |
| 2019 |                 |                 |                      |                       |             |  |              |  | 662e (UWR)        |
| 2020 | 125e            |                 | opgave               |                       |             |  |              |  |                   |
| 2021 |                 |                 |                      |                       |             |  |              |  |                   |
| 2022 | 148e            |                 |                      |                       |             |  |              |  |                   |

## Ploegen
2007 –  SouthAustralia.com-AIS
2008 –  SouthAustralia.com-AIS
2009 –  Garmin-Slipstream
2010 –  Garmin-Transitions
2011 –  Team Garmin-Cervélo
2012 –  Orica GreenEDGE 
2013 –  Orica GreenEDGE
2014 –  Orica GreenEDGE
2015 –  Orica GreenEDGE
2016 –  Team Dimension Data
2017 –  Mitchelton Scott CT (vanaf 1 september)
2018 –  Mitchelton-Scott
2019 –  Mitchelton-Scott
2020 –  Mitchelton-Scott
2021 –  Team BikeExchange
2022 –  Team BikeExchange Jayco
1. ↑  Tot de Ronde van Italië heette de ploeg GreenEDGE, maar na het aantrekken van Orica als hoofdsponsor werd de naam veranderd.